# Pietro Alessandro Guglielmi
Pietro Alessandro Guglielmi (født 9. december 1728, død 19. november 1804) var en italiensk operakomponist.
Guglielmi blev født i Massa. Han modtog sin første musikalske uddannelse fra sin fader og efterfølgende studerede under Francesco Durante ved Conservatorio di Santa Maria di Loreto i Napoli. Hans første opera, der blev produceret i Torino i 1755, etablerede hans ry, og snart spredte hans berømmelse sig ud over grænserne for hans eget land, således at han i 1762 blev kaldt til Dresden for at forestå operaen der. Han blev nogle år i Tyskland, hvor hans værker mødtes med stor succes, men de største triumfer oplevede han i England.
Han drog til London (ifølge Charles Burney i 1768, men ifølge Francesco Florimo i 1772) og vendte han tilbage til Napoli i 1777. Han fortsatte med at producere operaer med en forbløffende hastighed, men kunne ikke konkurrere med de yngre herre på dagen . I 1793 blev han maestro di cappella ved Skt Peterskirken i Rom, hvor han døde i 1804.
Han var en meget produktiv komponist af italiensk drama giocoso og commedia per musica-operaer, og der er i de fleste af hans produktioner en vifte af humor og naturlig glæde ikke overgået af Domenico Cimarosa selv. I opera serien var han mindre vellykket. Men også her viser han i det mindste kvaliteterne hos en kompetent musiker. I betragtning af det enorme antal af hans værker behøver hans uensartede håndværk og de hyppige forekomster af mekanisk og glidende skrift i hans musik ikke at overraske os.
Han skrev også oratorier og diverse stykker af orkester- og kammermusik. Af hans otte sønner erhvervede mindst to berømmelse som musikere: Pietro Carlo Guglielmi (1763-1827), en succesfuld imitator af sin faders operatiske stil og Giacomo Guglielmi, en fremragende sanger.